# Eilhard Mitscherlich (Tiermediziner)
Jürg Eilhard Mitscherlich (* 25. Juli 1913 in Königsberg; † 28. März 2002 in Göttingen) war ein deutscher Tierarzt und Hochschullehrer.

## Leben
Der Sohn des Pflanzenbauwissenschaftlers und Bodenkundlers Eilhard Alfred Mitscherlich studierte Tiermedizin und war bis 1955 Oberassistent am Hygieneinstitut der Tierärztlichen Hochschule Hannover bei Kurt Wagener. Dort hielt er Vorlesungen über Chemotherapie und Protozoeninfektionen, wobei er zu letzteren in Südwestafrika als Stipendiat der DFG geforscht und auch darüber seine Habilitationsschrift verfasst hat.
1955 erhielt er einen Ruf als Professor für Veterinärmedizin an die Universität Göttingen, wo er zum Direktor des Tierärztlichen Instituts ernannt wurde. In seiner Göttinger Zeit bekam sein Institut eine hohe nationale und internationale Anerkennung auf dem Gebiet der Tierseuchenbekämpfung. Mitscherlich erhielt mehrere Rufe an andere Universitäten, die er jedoch ablehnte. 1978 wurde Mitscherlich emeritiert.
Sein Bruder war der Forstwissenschaftler Gerhard Mitscherlich.

## Ehrungen
- 1973 Mitglied der Leopoldina[1]
- Ehrendoktor der Tierärztlichen Hochschule Hannover